# Chiesa di Sant'Ambrogio (Reggio Emilia)
La chiesa di Sant'Ambrogio è la parrocchiale di Rivalta, in provincia di Reggio Emilia e diocesi di Reggio Emilia-Guastalla; fa parte del vicariato urbano di Reggio Emilia.

## Storia
La presenza di una chiesa a Rivalta è attestata già nel IX secolo; nel 1144 venne elevata al rango di pieve e nel 1302 risultava essere dipendente dalla chiesa di Sant'Ilario.

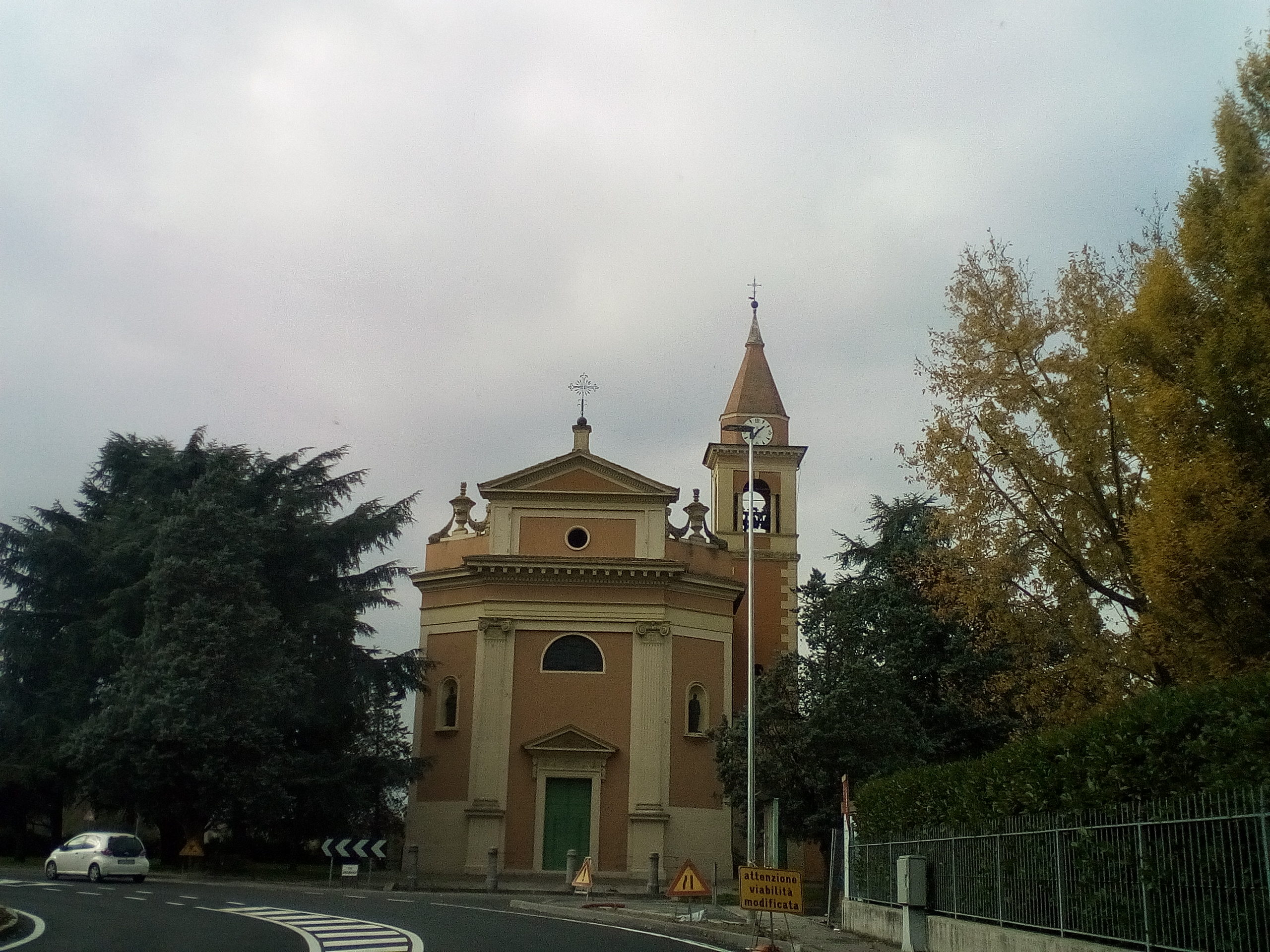
La chiesa e lo spazio circostante

La prima pietra della nuova parrocchiale venne posta nel 1832; l'edificio, il cui progetto, realizzato da don Giuseppe Fontana e modificato da Domenico Taddei, fu poi affidato a Luigi Croppi, venne portato a termine nel 1848.
Nel 1849 fu eretto il campanile e nel 1861 venne ultimata la facciata.
Nel 1987 una scossa di terremoto arrecò alcuni danni alcuni alla chiesa, che venne poi ristrutturata e consolidata in due fasi, nel 1989 e poi dal 1994 al 1995.
Nel 1996 un nuovo terremoto interessò l'edificio, il quale subì un intervento di restauro tra il 2002 e il 2003.

## Descrizione

### Facciata
La facciata della chiesa, che guarda ad oriente, è sparita da due lesene ioniche, poggianti su un basamento; sopra il portale si apre una finestra di forma semicircolare, sopra la quale vi sono la trabeazione e un attico caratterizzato da un piccolo oculo.

### Interno
L'interno della chiesa è costituito da un'unica navata sulla quale s'aprono le cappelle laterali; l'aula termina col presbiterio, a sua volta chiuso dall'abside semicircolare.

Opere di pregio qui conservate sono due tele raffiguranti San Giuseppe con il bambino e i Santi Luigi, Eurosia e Giovannino, risalente al 1771, e la Madonna del Bambino assieme ai Santi Filippo Neri, Lucia, Liberata e Giulia, entrambe eseguite da Francesco Camuncoli, che realizzò anche lo stendardo da processione in cui è rappresentata la Madonna con il Bambino e i Santi Domenico e Ambrogio, e il settecentesco coro in legno, originariamente collocato nella soppressa chiesa reggiana di Sant'Ilario.